# 알레니아 아에르마키 M-346
알레니아 아에르마키 M-346은 이탈리아 알레니아 아에르마키(Alenia Aermacchi)사가 제작한 유로트레이너 규격(쌍발엔진)의 천음속(遷音速) 고등훈련기이다. 별칭은 마스터(Master)이다.

## 개요
본래 M-346은 러시아 야코블레프 설계국에서 미그-29 등과 비행특성이 유사하도록 개발한 훈련기인 야코블레프 YAK-130이 원형이다. 개발 도중 러시아는 경제사정 악화로 인해 이탈리아를 파트너로 끌어들이게 되는데, 아에르마키사는 이 기체를 유로트레이너로 판매가 가능하도록 내부장비를 유럽 규격으로 개발할 것을 주장하였다.
이탈리아 공군은 2009년 최초로 M-346 15대를 도입키로 하였다.

## 판매시장
한국에서 M-346은 UAE(아랍에미리트의 두바이)의 고등훈련기 도입사업에서 T-50의 경쟁기로 알려졌으며, 5년여를 끈 경쟁에서 아직 시험비행조차 끝나지 않은 M-346이 자동차 경주장 건설 등의 협력사업을 내세워 우선협상 대상자로 결정되었다. 그 외에도 아에르마키사는 유럽에 8개의 협력국(이탈리아에 더해 오스트리아, 벨기에, 핀란드, 프랑스, 그리스, 포르투갈, 스페인, 스웨덴까지)을 가지고 있어 200여 대의 수출을 예상하고 있으며, UAE를 비롯하여 말레이시아(구형모델 MB-339CMs 수출)에도 수출 성공했고, 싱가포르, 미국 등에도 수출 가능성을 보이고 있다.

## 탑재 장비

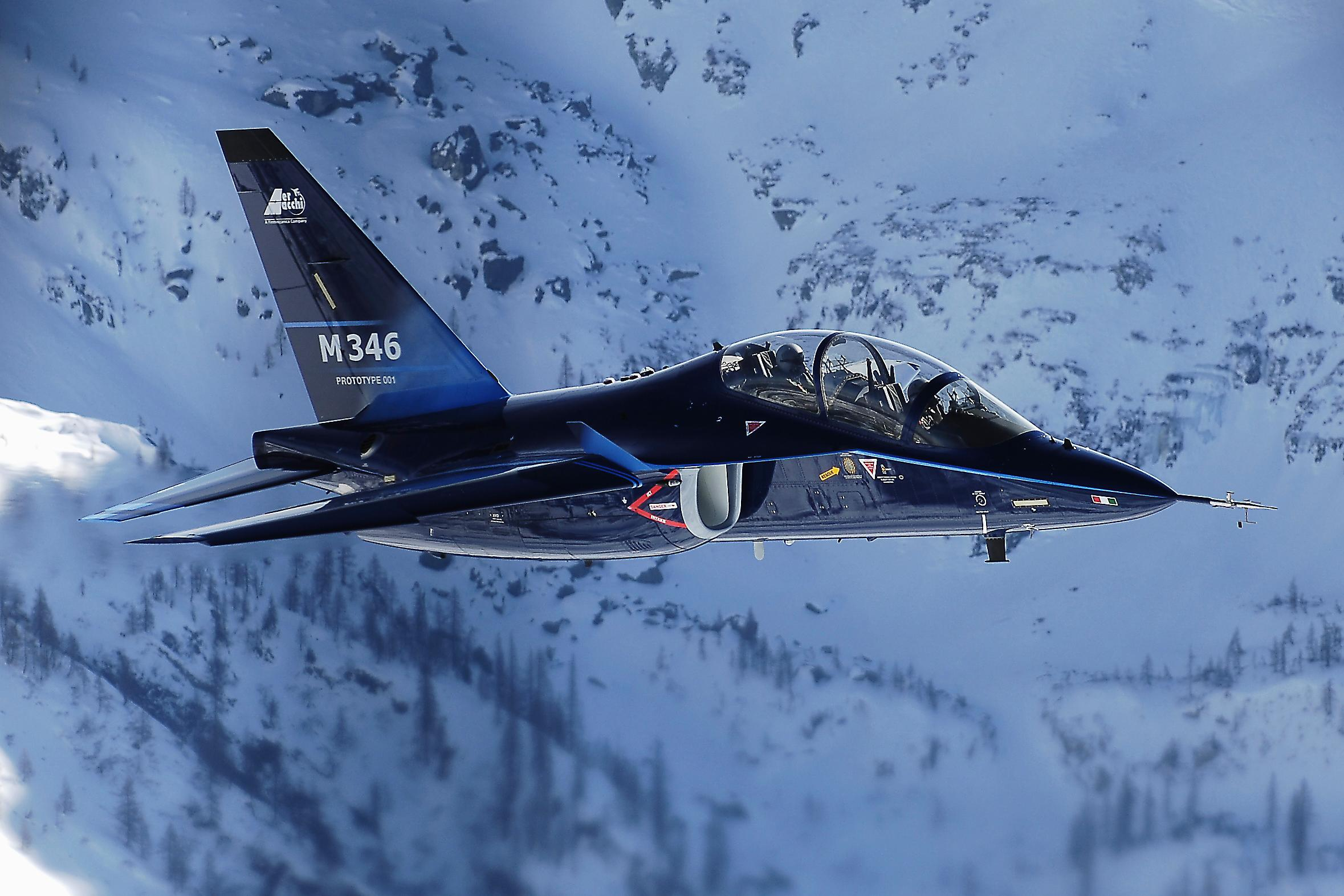
비행중인 M-346

M-346의 경공격기형은 레이다를 영국/이탈리아제 빅센-500 AESA 레이다를 탑재한다. 빅센-500 레이다는 T-50에 미국의 반대로 장착이 불가능해져 미-영 간 외교분쟁을 낳기도 했던 우수한 AESA 형식의 레이다이다.
M-346 개발사인 에아르마키사는 이탈리아 재계서열 2위 그룹인 핀메카니카 그룹 소속의 자회사로, 핀메카니카 그룹은 계열사로 아구스타웨스트랜드(헬기)사 지분 100%와 유명 레이다 방산업체인 셀렉스사를 거느리고 있으며 유로파이터 개발지분 21%를 보유한 알레니아 아에르노티카 역시 자회사로 거느리고 있다. 즉 M-346은 신형 고성능 장비탑재에 매우 유리하다. 참고로 스웨덴 그리펜NG 역시 본래는 프랑스 라팔의 AESA 레이다를 장착하기로 하였으나 프랑스의 견제로 영국제 빅센-500 레이다를 기반으로 공동 개발한 AESA 레이다를 장착하기로 결정하였다.
그 외에도 M-346은 적은 무장 장착 중량에도 불구하고 T-50엔 아직 달지 못한 4발의 암람 중거리 공대공 미사일 장착이 가능한 등, 여러모로 T-50에 비해 우수한 점을 가지고 있다는 이야기가 있으나 아직 개발이 완료되지 않아 검증되지 않은 상태이다. YAK-130은 중국에서도 복제 생산하여 홍두 L-15라는 이름의 고등훈련기로 양산하고 있다.

## 운용 국가
이탈리아
- 이탈리아 공군 6 + 9 주문

 싱가포르
- 싱가포르 공군(RSAF) - 12대 주문

 폴란드
- 폴란드 공군 - 8대 주문

 이스라엘
- 이스라엘 공군 - 30대 주문

## 고등훈련기
1세대
- 미국 - T-38

- 중국 - JL-8

- 일본 - T-2

- 중화민국 - AT-3

2세대
- 이탈리아 - S-211

- 일본 - T-4

- 영국 - BAE호크

- 프랑스 - 알파 제트

3세대
- 러시아 - YAK-130

- 이탈리아 - M-346

- 대한민국 - FA-50

- 중국 - L-15

## M-346과FA-50비교
|                      | 아에르마키 M-346                | FA-50 파이팅이글              |
| -------------------- | ------------------------------- | ----------------------------- |
| 폭                   | 9.72m                           | 9.45m                         |
| 무장파일런           | 1+1+1 1+1+1 (6, YAK-130은 8)    | 1 1 1+1+1 1+1+1 1 1(10)       |
| 길이                 | 11.49m                          | 13.14m                        |
| 최대이륙중량         | 9.5톤                           | 13.5톤                        |
| 클린상태             | 6.7톤                           | 8.9톤                         |
| 자중                 | 4.6톤                           | 6.4톤                         |
| 내부연료             | 2톤                             | 2.5톤                         |
| 추력                 | 2.85톤*2 (유로트레이너쌍발규격) | 8.04톤*1 (F-5는 5천파운드*2)  |
| 상승고도             | 45000피트                       | 55000피트(16.764km)           |
| 실측최고속도         | 마하1.15(카탈로그는 마하1.2)    | 마하1.5                       |
| 이륙활주             | 320m                            | 345m                          |
| 착륙활주             | 470m (내부연료20%기준)          | 707m                          |
| 조종간위치           | 중앙(유럽규격)                  | 우측사이드(미국규격)          |
| 실내디자인           | 이태리디자인                    | F-16유사                      |
| MDF숫자              | 3개                             | 3개                           |
| 콕핏글라스개폐       | 옆으로 밀어열기(그리펜유사)     | 위로 들어열기(F-16유사)       |
| 클린상태추력/중량 비 | 0.85                            | 0.9                           |
| 레이다               | 기계식 레오나르도 Grifo-346     | 기계식 EL/M-2032              |
| 중거리공대공무장     | ok                              | ok                            |
| FBW                  | 4중 (BAE/Teleavio)              | 3중 (최근 FBW 독자 개발 성공) |
| 공중급유             | ok (싱가폴요구사항)             | no                            |
| 테일후크             | no                              | ok                            |

```
* 
FA-50 & M-346 비교 영상
```

## 제원 (M-346)
정보의 출처: 알레니아 아에르마키 공식 웹사이트(시제기 제원)
일반 특성
- 승무원: 2명, 사제(師弟)
- 길이: 11.49 m (37 ft 7 in)
- 날개폭: 9.72 m (31 ft 9 in)
- 높이: 4.76 m (15 ft 6 in)
- 날개면적: 23.52 m² (253.2 ft²)
- 공허중량: 4,610 kg (10,165 lb)
- 탑재중량: 6,700 kg (14,770  lb)
- 최대이륙중량: 9,500 kg (20,945 lb)
- 엔진: 2× 허니웰 F124-GA-200 , 27.8 kN (6,250 lbf) 각각

성능
- 초과금지속도: 마하 1.2 (1,460 km/h, 915 mph)
- 최대속도: 1,255 km/h (779.82 mph)
- 실속속도: 166 km/h (104 mph)
- 항속거리: 1,890 km (1,181 miles)
- 상승한도: 13,715 m (45,000 ft)
- 상승률: 6,401 m/min (21,000 ft/min)
- 날개하중: 285 kg/m² (58.3 lb/ft²)
- 추력대중량비: 0.84

- 평균속도기록: 마하 0.96

무장
- 총, 폭탄, 로켓, 미사일 등을 위한 9개의 무기장착점(hardpoint)
- 합동공격기(JSF)의 항공전자장비와 유사한 전자장비 장착

## 사고
- 2011년 11월 18일 알레냐 아에르마키 (Alenia Aermacchi)사가 제작한 최초의 M-346 Master 고등훈련기 4대중 시제형 CM.X615 (c/n 001) 1대가 UAE(아랍에미레이트연합)의 두바이(Dubai)에서 개막한 에어쇼를 마치고 귀환하는 도중 조성 중인 두바이(Dubai) Palm Deira 인공섬 근처의 바다로 추락했다. 다행히 조종사들은 무사히 사출좌석으로 탈출하는데 성공했고 심각한 부상은 입지 않았다.

- 2013년 5월 11일 M-346 시제기로 생산된 4대 중 시제형 CMX617호 1대가 이탈리아 Turin-Caselle 공항에서 이륙 20분만에 이탈리아 북서부 Cuneo와 Savona지방 사이의 Val Bormida 지역에 기계적 문제로 2번째로 추락하였다. 훈련기임에도 당시 1명만이 탑승하였고 조종사는 강제 이젝션에 성공, 무사히 지면에 착지하였으며 추락한 기체로 인해 인명이나 재산상의 손실은 없었다.

## 수출
- 싱가폴 : 12대 주문
- 이스라엘 : 2012년 7월 계약체결, 2016년까지 30대 납품 - 허니웰(Honeywell)사의 F124-GA-200 엔진
- 폴란드 : 2014년 2월 - 훈련기 8대 계약
- UAE : 2009년 2월 협상대상으로 M-346을 선정하였으나 협상과정에서 M-346기체성능 의문 및 이탈리아의 경제 협력 약속 이행불가등 사유로 협상자격을 박탈했다.2023년 2월 22일, 중국 관영 글로벌 타임즈를 통해 중국의 UAE에 대한 L-15 훈련기 12대 최종 수출계약이 체결되었음이 공개되었다.

## 같이 보기
- 야코블레프 Yak-130
- 홍두 L-15
- HAL HJT-36
- KAI T-50 골든 이글
- FA-50

## 참고
1. ↑  아랍에미리트(UAE) 고등훈련기 사업 이탈리아제 M-346 선정, T-50 수출 좌절[깨진 링크(과거 내용 찾기)]
2. ↑  T-50수출 실패 - 이탈리아 UAE에 자동차경기인 포뮬러 원(F-1) 경기장 유치 지원 [깨진 링크(과거 내용 찾기)]